# Clavellomimus delamarei
Clavellomimus delamarei is een eenoogkreeftjessoort uit de familie van de Lernaeopodidae. De wetenschappelijke naam van de soort is voor het eerst geldig gepubliceerd in 1953 door Nunes-Ruivo.